# Lycostomus semiellipticus
Lycostomus semiellipticus là một loài bọ cánh cứng trong họ Lycidae. Loài này được Reitter miêu tả khoa học năm 1910.